# Clytra novempunctata
Clytra novempunctata је врста тврдокрилца из породице буба листара (Chrysomelidae).

## Опис
Одрасли инсект је дуг 6 до 9 mm. Покрилца су наранџаста, а пронотум тамноцрвен. На пронотуму има 2 црне пеге, на покрилцима 6, што са црним скутелумом чини 9 црних пега по којима је врста и добила научно име (novempunctata = са девет пега).

## Распрострањење
Настањује Балканско полуострво, Румунију, јужну Украјину, Кавказ, Турску и Блиски Исток, а наводно и Италију.